# 井上悟 (陸上選手)
井上 悟（いのうえ さとる、1971年7月21日 - ）は、日本の陸上競技選手。専門は短距離走。身長166cm。

## 経歴
大阪府岸和田市出身。清風高等学校を経て、日本大学商学部卒業。その後、現役時代はゴールドウインに所属。
- 1989年の高知インターハイで100m・200mの二冠を達成。[1]
- 1991、93、95、97年世界選手権代表。
- オリンピックは1992年バルセロナ大会、96年アトランタ大会に出場。バルセロナでは4×100mリレーで6位入賞メンバーとなった。
- 1991年、関東インカレの100m予選で10秒20の日本新記録（当時）を樹立。1993年には200mでも20秒72の日本新。また、1991年から97年まで五輪・世界選手権の400mリレーメンバーとして活躍した。走順は主に1走か3走。
- 1993年の世界陸上シュトゥットガルト大会の100mで1968年メキシコシティーオリンピックの飯島秀雄以来の準決勝進出を果たした。
- 2011年に近畿大学陸上競技部短距離担当コーチに就任。

## エピソード
- 1993年の世界陸上シュトゥットガルト大会で歴史的快挙ともいえる準決勝進出を果たし、7位の結果に終わった直後、「真っ黒けの人たちばかりでした」とインタビューでコメントした。もちろんこれは人種差別を意味するものではなく、圧倒的に黒人スプリンターで占められるこの競技の中で、唯一小さな日本人の自分が世界大会準決勝という大舞台で走れたという感慨によるものである[2]。
- TBS放送の『最強の男は誰だ!壮絶筋肉バトル!!スポーツマンNo.1決定戦』に出演。ビーチ・フラッグスは鯨井保年、和田貴広、池谷幸雄に次ぐ4位。ショットガンタッチでは当時の世界記録となる13m10cmを記録している。

## 自己記録
- 100m　10秒20（1991年、元日本記録）
- 200m　20秒72（1993年、元日本記録）
- 400mリレー　38秒31（1997年、元日本記録、元1レーン世界最高記録）

## 主要大会成績

### 国際大会
| 年                               | 大会                    | 場所               | 種目    | 結果    | 記録          | 備考           |
| -------------------------------- | ----------------------- | ------------------ | ------- | ------- | ------------- | -------------- |
| 1990                             | 第3回世界ジュニア選手権 | プロヴディフ       | 100m    | 準決勝  | 10秒57 (+0.7) |                |
| 1990                             | 第3回世界ジュニア選手権 | プロヴディフ       | 4x100mR | 予選    | 40秒55 (1走)  |                |
| 1991                             | 第3回世界選手権         | 東京               | 100m    | 2次予選 | 10秒21 (+4.1) |                |
| 1991                             | 第3回世界選手権         | 東京               | 4x100mR | 予選    | 39秒19 (1走)  |                |
| 1992                             | 第25回オリンピック      | バルセロナ         | 100m    | 2次予選 | 10秒50 (-1.7) |                |
| 1992                             | 第25回オリンピック      | バルセロナ         | 4x100mR | 6位     | 38秒77 (3走)  | 当時日本記録   |
| 1993                             | 第17回ユニバーシアード  | バッファロー       | 200m    | 5位     | 20秒84 (+2.4) |                |
| 1993                             | 第17回ユニバーシアード  | バッファロー       | 4x100mR | 2位     | 38秒97 (1走)  |                |
| 1993                             | 第4回世界選手権         | シュトゥットガルト | 100m    | 準決勝  | 10秒39 (+0.3) |                |
| 1993                             | 第4回世界選手権         | シュトゥットガルト | 4x100mR | 準決勝  | 39秒01 (3走)  |                |
| 1994                             | 第12回アジア大会        | 広島               | 100m    | 4位     | 10秒41 (-1.6) |                |
| 1994                             | 第12回アジア大会        | 広島               | 4x100mR | 優勝    | 39秒37 (3走)  |                |
| 1995                             | 第5回世界選手権         | ヨーテボリ         | 100m    | 1次予選 | 10秒56 (-0.7) |                |
| 1995                             | 第5回世界選手権         | ヨーテボリ         | 4x100mR | 5位     | 39秒33 (3走)  |                |
| 1996                             | 第26回オリンピック      | アトランタ         | 4x100mR | 予選    | DQ (3走)      |                |
| 1997                             | 第6回世界選手権         | ギリシャ           | 4x100mR | 準決勝  | 38秒31 (1走)  | 当時アジア記録 |
| 『日本陸上競技連盟七十年史』参照 |                         |                    |         |         |               |                |